# Лука Кастелаци
Лука Кастелаци (итал. Luca Castellazzi; 19. јул 1975) бивши је италијански фудбалер који је играо на позицији голмана, а тренутно ради као тренер голмана у  у младом тиму Милана до 17 година.

## Успеси
Интер
- Суперкуп Италије: 2010.
- Светско клупско првенство: 2010.
- Куп Италије: 2010/11.